# Poidło (wodospad)
Poidło (niem. Tränkefall) – niewielki wodospad w południowo-zachodniej Polsce, w woj. dolnośląskim, w Górach Izerskich.
Wodospad Poidło najduje się na potoku Wodopój, na wysokości ok. 590 m n.p.m., w pobliżu jego ujścia do Kwisy.